# 16251 Barbifrank
16251 Barbifrank este un asteroid din centura principală de asteroizi.

## Descriere
16251 Barbifrank este un asteroid din centura principală de asteroizi. A fost descoperit pe 29 aprilie 2000 la Socorro, New Mexico, în cadrul proiectului LINEAR. Asteroidul prezintă o orbită caracterizată de o semiaxă mare de 2,43 ua, o excentricitate de 0,22 și o înclinație de 1,7° în raport cu ecliptica.